# Nolan Gerard Funk
 (janvier 2019).
Si vous disposez d'ouvrages ou d'articles de référence ou si vous connaissez des sites web de qualité traitant du thème abordé ici, merci de compléter l'article en donnant les références utiles à sa vérifiabilité et en les liant à la section « Notes et références ».
Nolan Gerard Funk est un acteur, chanteur et danseur canadien, né le 28 juillet 1986 à Vancouver en Colombie-Britannique.
Il est surtout connu pour le rôle de Nikko Alexander dans la comédie musicale Spectacular, pour le rôle de Collin dans Awkward et pour le rôle de Conrad Birdie dans la comédie musicale de Broadway Bye Bye Birdie, en 2009. Il participe également à la série Glee lors de la saison 4, dans le rôle d'Hunter, nouveau leader des Warblers.

## Biographie
Nolan Gerard Funk est né le 28 juillet 1986 à Vancouver en Colombie-Britannique.
Son père était un psychologue. Il a une sœur plus âgée nommée Natanya.
Il s'est intéressé à la musique dès son plus jeune âge. Il parle le français et l'allemand.
Il a pour loisirs l'équitation, le hockey, le chant, la gymnastique, la natation, la plongée. Il parle couramment le français. Il aime l'environnement, il a passé toute son enfance avec les chevaux, et adore les chiens.

## Filmographie

### Cinéma

#### Longs métrages
- 2003 : X-Men 2 (X2) de Bryan Singer : Un jeune X-Men capturé
- 2006 : Hollow Man 2 de Claudio Fäh (en) : Josh
- 2008 : Deadgirl de Marcel Sarmiento (en) et Gadi Harel : Dwyer
- 2010 : Bereavement de Stevan Mena : William
- 2010 : Triple Dog (en) de Pascal Franchot (en) : Todd
- 2012 : La Maison au bout de la rue (House at the End of the Street) de Mark Tonderai : Tyler Reynolds
- 2012 : Another Dirty Movie de Jonathan Silverman : Mason
- 2013 : Evidence d'Olatunde Osunsanmi : Tyler Morris
- 2013 : The Canyons de Paul Schrader : Ryan
- 2013 : Riddick de David Twohy : Luna
- 2014 : WildLike (en) de Frank Hall Green : Tommy
- 2016 : American Romance (en) de Zackary Adler : Jeff Madison
- 2017 : Hello Again (en) de Tom Gustafson : Les
- 2018 : Action ou Vérité (Truth or Dare) de Jeff Wadlow : Tyson Curran
- 2018 : Ghost Light (en) de John Stimpson : Jason Palmer
- 2019 : Berlin, I Love You : Nico
- 2022 : Confession (en) de Dayna Hanson : Chris
- 2022 : The Coven (en) de Rich Ragsdale : Jack Cabot

#### Courts métrages
- 2002 : Moon in the Afternoon de Simon Davidson : Alexander
- 2008 : Class Savage de Matt Zien : Un dealer
- 2009 : 18 de Joy Gohring : Kevin
- 2019 : Burning Bright d'Aaron Bierman : Johnny (voix)

### Télévision

#### Séries télévisées
- 2001 : Sept jours pour agir (Seven Days) : Ryan
- 2002 : Disparition (Taken) : Eric Crawford jeune
- 2003 : Roméo! : Booker
- 2004 : The L Word : Malcolm
- 2005 : Smallville : Zack Greenfield
- 2006 : Killer Instinct : Allan Harris
- 2006 : Dead Zone : Jake Phillips Harris
- 2006 : Supernatural : Jake Tanner
- 2006 : Alice, I Think (en) : Daniel Feckworth / Goose
- 2006 : Renegadepress.com : Ben Lalonde
- 2007 : Aliens in America : Todd Palladino
- 2009 : Lie to Me : Dan
- 2009 : Castle : Brandon
- 2010 : Warehouse 13 : Todd
- 2010 : Detroit 1-8-7 : Trevor Elkin
- 2010 : Hellcats : Billy Beauregard
- 2012 - 2013 : Glee : Hunter Clarington
- 2013 - 2015 : Awkward : Collin Jennings
- 2014 - 2016 : Arrow : Cooper Seldon
- 2015 : Awkward : Collin Jennings
- 2017 : Quantico : Daniel Sharp
- 2017 : The Catch : Troy
- 2017 : Dear White People : Addison
- 2017 : Major Crimes : Seth Landon
- 2018 : Counterpart : Oskar Wolfe / Angel Eyes
- 2018 : La Fabuleuse Madame Maisel (The Marvelous Mrs Maisel) : Josh
- 2019 : Nola Darling n'en fait qu'à sa tête (She's Gotta Have It) : Andrew Goldling
- 2020 : The Flight Attendant : Van White
- 2022 : Plan de carrière (Partner Track) : Dan Fallon

#### Téléfilms
- 2006 : A Girl Like Me : L'Histoire vraie de Gwen Araujo (A Girl like Me: The Gwen Araujo Story) d'Agnieszka Holland : Michael Magidson
- 2006 : Au rythme de mon cœur (The Obsession) de David Winkler : Jesse Sherman
- 2007 : L'Ivresse du cœur (My Name Is Sarah) de Paul A. Kaufman : Kit Peterson
- 2009 : Spectacular! de Robert Iscove : Nikko Alexander
- 2010 : Vacances en famille (Jack's Family Adventure) de Bradford May : Derek Vickery
- 2014 : Un fan inquiétant (Lighthouse) de Vanessa Parise : Xavier
- 2016 : Signed, Sealed, Delivered : One in a Million de Kevin Fair : Graham
- 2024 : Les 5 trésors de Noël (Five Gold Rings) : Finn O'Sullivan